# Strobilanthes macrostegius
Strobilanthes macrostegius är en akantusväxtart som beskrevs av C. B. Cl.. Strobilanthes macrostegius ingår i släktet Strobilanthes och familjen akantusväxter. Inga underarter finns listade i Catalogue of Life.